# The Mystics
The Mystics waren eine US-amerikanische Doo-Wop-/Rhythm-and-Blues-Gesangsgruppe aus Brooklyn, die in den späten 1950er Jahren an den Straßenecken von Brooklyn sangen. Zunächst hießen sie The Overons, 1959 erhielten sie nach einem Vorsingen einen Plattenvertrag bei Laurie Records.

## Geschichte
Eigentlich sollten sie den von Doc Pomus und Mort Shuman komponierten Titel A teenager in love singen, dieser wurde dann aber Dion and the Belmonts angeboten und durch deren Interpretation ein Welterfolg. Die Komponisten wurden angewiesen, ein ähnliches Lied zu komponieren, am nächsten Tag präsentierten sie Hushabye, das im Mai 1959 der erste landesweite Hit für die Mystics wurde, nicht zuletzt dadurch, dass Alan Freed dieses Lied als Schlussmelodie seiner wöchentlichen Fernsehshow am Samstagabend auswählte.
Bei der Aufnahme der Titel All through the night, I began to think to you und Let me steal your heart away Anfang 1960 wurden sie durch einen jungen Mann namens Jerry unterstützt (Teil des Duos Tom and Jerry), dessen wirklicher Name Paul Simon war, Partner des später weltberühmten Folk-Rock-Duos Simon and Garfunkel. Simon wurde nach seinem Ausscheiden ersetzt durch Jay Traynor, später Leadsänger von Jay and the Americans.
Von 1961 bis 1969 war künstlerische Schaffenspause, danach wurden die Aufnahmen und Konzertauftritte mit wechselnden Besetzungen fortgesetzt. 
Heute touren sowohl Phil Cracolici als auch George Galfo mit jungen Sängern im Stil der Mystics durch die USA. 

## Mitglieder
- Phil Cracolici, Leadgesang (* 17. September 1937)
- Albee Cracolici, Bariton (* 29. April 1936)
- Bob Ferrante, erster Tenor (* 1936)
- George Galfo, zweiter Tenor (* 1939)
- Al (Allie) Contrera, Bass (* 8. Januar 1940)

## Singles
Alle in den USA 1959 bis 1961 erschienenen Singles:
| Erscheinungsjahr | Monat | Titel A-Seite         | Titel B-Seite                    | US-Katalognummer | Hitparadenplatzierung |
| ---------------- | ----- | --------------------- | -------------------------------- | ---------------- | --------------------- |
| 1959             | 4     | Hushabye              | Adam And Eve                     | Laurie 3028      | US #20                |
| 1959             | 8     | Don´t Take The Stars  | So Tenderly AllThrough The Night | Laurie 3038      | US #98                |
| 1960             | 2     | All Through The Night | To Think Again Of You            | Laurie 3047      |                       |
| 1960             | 4     | Blue Star             | White Cliffs Of Dover            | Laurie 3058      |                       |
| 1961             | 3     | Goodbye Mister Blues  | Star-Crossed Lovers              | Laurie 3086      |                       |
| 1961             |       | Sunday Kind Of Love   | Darling I Know Now               | Laurie 3104      |                       |